# سایه باد
سایهٔ باد (انگلیسی: The Shadow of the Wind) رمانی از مجموعه ی گورستان کتاب‌های فراموش شده اثر نویسنده اسپانیایی کارلوس رویز زافون است که در ۲۰۰۱ منتشر شد و به فروش بالایی رسید.
این رمان را در ایران نشر نیماژ با ترجمه علی صنعوی منتنشر کرده است.
داستان کناب در شهر بارسلون اسپانیا اتفاق می‌افتد.